# Rockoko
ROCKOKO (гурт) — український інструментальний музичний колектив, що  відносить себе до жанру прогресивний рок, симфонічний рок, симфотроніка. Заснований 2012 року у місті Львові (Україна).
Також у виконанні гурту можна почути такі жанри як поп, танцювальна музика, D&B, метал, джаз, фанк. В основі успішності гурту лежить оригінальний принцип аранжування авторських композицій та популярних хітів.

## Біографія
Гурт ROCKOKO сворений у 2012 році трьома музикантами: Михайлом Романишином (скрипаль, композитор), Ігорем Проциком (віолончеліст) та Володимиром Котляровим (віолончеліст, композитор).
У 2016 році, з метою збагачення звучання та урізноманітнення репертуару ROCKOKO, виникла ідея створити програму із Симфонічним Оркестром. У біографії гурту є виступи з різними оркестрами України, серед яких 'Симфонічний оркестр Українського радіо, Симфонічний оркестр Тернопільської обласної філармонії, INSO–Львів, Академічний симфонічний оркестр Луганської обласної філармонії', Народний камерний оркестр «Polyphonia», Lviv Jazz Orchestra.

## Склад
- Михайло Романишин — скрипаль, композитор, музичний продюсер;
- Володимир Котляров — віолончеліст, композитор.

## Гастролі
У 2017—2018 роках гурт ROCKOKO об'їздив всю Україну з двома концертними турами, де зібрав повні зали своїх шанувальників. До переліку міст у турне увійшли: Житомир, Біла Церква, Одеса, Миколаїв, Запоріжжя, Кривий ріг, Харків, Дніпро, Київ, Тернопіль, Чернівці, Луцьк, Рівне, Львів та інші.
У 2019 році гурт виступив з великим сольним концертом у «Мистецькому Арсеналі» (Київ, Україна); взяв участь у масштабному «Проєкті Івасюк» та виступив на шоукейс-фестивалі Kyiv Music Days 2019 після якого ROCKOKO запросили на Odesa Jazz Fest 2019 як спеціальних гостей.
За кордоном гурт ROCKOKO виступав у таких країнах:
- Польща — Варшава, Щецин (на фестивалях «Дні української культури»), Ряшів, Ґожув-Велькопольський (на фестивалі «Лемківська ватра»), Краків, Ждиня (фестиваль «Лемківська ватра»);
- Угорщина — Будапешт, Сегед;
- Німеччина — Берлін.

## Соціальні та мистецькі проєкти
Невід'ємною частиною творчого життя гурту є співпраця з благодійними організаціями («З янголом на плечі», «Серце дитини») та участь у соціальних проєктах. Найяскравіші з них:
- 2017 рік — «Колискові для Олекси». Проєкт присвячений підтримці дітей з аутизмом;
- 2018 рік — Культурно-мистецький проєкт «Під зорею Пінзеля[8]»; проєкт «З країни в Україну[9]», присвячений популяризації сучасної української культури на прифронтовій території Донецької та Луганської областей;
- 2019 рік — «Чубай. Україна. Любов» в підтримку закону про мову. Завершальним етапом проєкту став реліз альбому «POETY», до якого учасники гурту долучилися і як автори аранжувань.

## Відеороботи
Першою відеороботою гурту став кліп на дебютну авторську композицію «Пам'яті Небесної Сотні», яка стала відгомоном трагічних подій 2013—2014 років на Майдані у Києві (Україна).
У період 2018—2019 років гурт зафільмував ще два відеокліпи на авторські композиції «Mutual Love» та «Through the Time». Відеороботи були презентовані у мережі кінотеатрів «Планета кіно» та отримали багато позитивних відгуків від глядачів.

## Співпраця
2013 рік — Назар Савко & ROCKOKO. Спільний проєкт зі композитором та співаком, фіналістом проєкту «Голос Країни 2», Назаром Савко;
2015 рік — запис спільної композиції «Ой, роду наш красний» з гуртом ФлайzZza та Ніною Матвієнко;
2017—2019 роки — спільні проєкти «Колискові для Олекси» та «Чубай. Україна. Любов», присвячений видатному украінському поетові Грицьку Чубаю, разом із музикантом, співачкою, продюсером та громадським діячем Соломією Чубай.
2018 рік — співпраця з відомим шоу-балетом «Життя». Ексклюзивно до відзначення сотої річниці створення ЗУНР гурт написав авторську обробку до пісні «Чуєш, брате мій». Саме цю композицію ROCKOKO виконав у Львівській Опері у супроводі вищезгаданого балету.

## Інші релізи
- На замовлення та за підтримки телеканалу Перший ROCKOKO[1] написали та відзняли новорічну прогаму з камерним оркестром[15], яку транслюють у Новорічну Ніч та на Різдво. А вже 2 січня 2019 року гурт презентував декілька колядок біля головної ялинки країни на Софійській площі у Києві.

- ЕР — «Ukrainian Live Session»[16], до якої увійшли чотири пісні «Під облачком», «Ой, чий то кінь стоїть», «Ой, верше, мій верше», «Водограй»;
- ЕР — «ROCKOKO to ОЕ»[17];
- Триває робота над дебютним авторським альбомом «Dark & Light» у студії OLI music[18]. Орієнтовна дата релізу — осінь 2019 року;
- Учасники культурно-мистецького проєкту «Під зорею Пінзеля»[8] (написали авторське аранжування для промо-відео проєкту[19]).